# Asso-Veral
Asso-Veral ist ein spanischer Ort in den Pyrenäen in der Provinz Saragossa der Autonomen Gemeinschaft Aragonien. Asso-Veral ist ein Ortsteil der Gemeinde Sigüés. 